# Kościół Matki Boskiej Anielskiej w Świerczynie
Kościół Matki Boskiej Anielskiej w Świerczynie – rzymskokatolicki kościół parafialny należący do parafii św. Mateusza Apostoła w Świerczynie (dekanat lubraniecki diecezji włocławskiej).
Świątynia została wzniesiona na miejscu poprzedniej, drewnianej. Budowa nowego kościoła została rozpoczęta około 1862 roku. Kościół został konsekrowany w 1878 roku. Budowla jest murowana, wzniesiona z cegły, orientowana, jest przykładem stylu późnoklasycystycznego. Wyposażenie wnętrza pochodzi z rozebranego około 1870 roku kościoła w Chalnie. Obecnie świątynia jest w trakcie gruntownie remontu.